# Too Hard to Swallow
| Críticas profissionais                                                      | Críticas profissionais |
| Avaliações da crítica                                                       | Avaliações da crítica  |
| Fonte                                                                       | Avaliação              |
| --------------------------------------------------------------------------- | ---------------------- |
| Allmusic                                                                    | link                   |
| RapReviews.com                                                              | [carece de fontes?]    |
| Esta tabela precisa de ser acompanhada por texto em prosa. Consulte o guia. |                        |

Too Hard to Swallow é o álbum de estreia da dupla UGK. Desde 2011, vendeu 369.511 cópias nos Estados Unidos.

## Lista de faixas
1. "Something Good" (Extended Version) - 5:27
2. "Use Me Up" - 4:29
3. "Pocket Full of Stones" - 6:09
4. "Short Texas" - 6:18
5. "Cocaine in the Back of the Ride" - 3:44
6. "It's Too Hard to Swallow" - 5:19
7. "Cramping My Style" (featuring Infinity) - 4:45
8. "Feel Like I'm the One Who's Doin' Dope" - 6:17
9. "I'm So Bad" - 3:34
10. "Trill Ass Nigga" - 4:26
11. "976-Bun B" - 2:48
12. "Something Good" (Pimp C's Remix) - 4:34

## Samples
- Something Good
  - "Tell Me Something Good" por Rufus
  - "Summer Breeze" por The Isley Brothers

- Use Me Up
  - "Use Me" por Bill Withers

- Pockets Full of Stones
  - "Going Back to Cali" por LL Cool J
  - "Gettin' Funky in the Joint" por Mellow Man Ace

- Cocaine in the Back of the Ride
  - "Freddie's Dead" por Curtis Mayfield

- Cramping My Style
  - "Between the Sheets" por The Isley Brothers

- Feel Like I'm the One Who's Doin' Dope
  - "Mind Playin' Tricks on Me" por Geto Boys

- I'm So Bad
  - "I Turned You On" por The Isley Brothers

- 976-Bun B
  - "Fly Like an Eagle" por Steve Miller Band

## Posições nas paradas
| Parada (1992)                           | Melhor posição |
| --------------------------------------- | -------------- |
| E.U.A. Billboard Top R&B/Hip-Hop Albums | 37             |
| E.U.A. Billboard Top Heatseekers        | 14             |